# Érato (Maccagnino)
Pour les articles homonymes, voir Érato (homonymie).
Érato est une peinture a tempera sur panneau réalisée par Angelo Maccagnino et un collaborateur de Cosmè Tura,  entre 1450 et 1460. Le panneau peint est conservé au Palazzo dei Diamanti de Ferrare.
Le panneau provient du Studiolo de Belfiore détruit par un incendie en 1683.

## Sujet
Érato est une des neuf Muses antiques, celle de la poésie lyrique. 
Elle est ici représentée sur un trône dont les montants latéraux supportent des abreuvoirs à colombes en symboles dynastiques.